# Второй шанс (фильм, 2015)
«Второй шанс» (англ. Danny Collins; оригинальное название — «Дэнни Коллинз») — американская драма, режиссёрский дебют Дэна Фогельмана, вдохновленный реальной историей фолк-певца Стива Тилстона (Steve Tilston). В фильме снялись такие звезды кино Аль Пачино, Аннет Бенинг, Дженнифер Гарнер, Бобби Каннавале и Кристофер Пламмер. Мировая премьера состоялась 20 марта 2015 года.

## Сюжет
Дэнни Коллинз, престарелый рокер из эпохи 1970-х годов, не может отказаться от своего разгульного образа жизни. Однажды после очередной кокаиновой вечеринки его менеджер Фрэнк Грабман передает Дэнни недоставленное ему письмо сорокалетней давности от Джона Леннона. Прочитав письмо, Дэнни решает изменить свой образ жизни. Застав свою молодую подружку в постели с любовником в зелёных трусах он даже не разозлился. Кроме этого, он избавился от дозы кокаина, спрятанной в нательном крестике.
Дэнни едет в Нью-Джерси, чтобы впервые попытаться связаться со своим взрослым сыном Томом Доннелли, родившимся в результате случайной связи с женщиной, которая умерла 10 лет назад. У Тома есть беременная жена Саманта и семилетняя дочь Хоуп, страдающая от синдрома дефицита внимания.
Дэнни заселяется неподалёку в отель Hilton в Нью-Джерси к восторгу молодого персонала. В номер устанавливают фортепьяно, чтобы Дэнни мог играть музыку. Помимо этого он начинает ухаживать за менеджером отеля Мэри и пытается пригласить её на свидание.
Сначала Том отвергает отца, который, по его мнению, бросил его, но Дэнни упорствует. Он делает большое пожертвование эксклюзивной школе, которая считается лучшей для детей с особыми потребностями,  и устраивает туда Хоуп. Затем он покупает Хоуп и жене Тома кучу подарков. Однако Том признаётся Дэнни, что по словам врачей, у него может быть неизлечимый лейкоз, унаследованный от его матери. Дэнни поддерживает Тома и помогает ему оплатить курс лечения на основе новой малотоксичной методики, которая может дать полное излечение. Том решает скрыть свой диагноз от жены, которая тяжело переносит беременность, по крайней мере до того момента, когда будет ясен результат лечения. Нелюбовь Тома к отцу постепенно уступает место необходимости его поддержки.
Вдохновленный своими чувствами к Мэри и счастьем от вновь обретённой семьи, Дэнни начинает писать новые песни и показывает их Мэри. Мэри советует Дэнни исполнить их на концерте. Фрэнк бронирует ночной клуб для выступления Дэнни, куда приглашает близких ему поклонников и друзей. Дэнни хочет исполнить новые песни, однако когда зрители требуют, чтобы он сыграл свой старый материал, Дэнни уступает им. После выступления к нему приезжает его подружка, которая привозит с собой кокаин. Раздосадованный Дэнни снюхивает две «дорожки», напивается и устраивает дебош в своём номере отеля. В довершение всего он пробалтывается Саманте о диагнозе Тома и своим поведением портит отношения с Мэри. Чувствуя себя преданным, Том говорит Дэнни больше никогда не беспокоить свою семью.
Через несколько дней Фрэнк сообщает Дэнни, что его финансовые дела находятся в расстроенном состоянии из-за всех его расточительных привычек, и что ему нужно больше экономить. Чтобы поправить дела Фрэнк советует Дэнни снова отправиться в гастрольный тур. Дэнни выселяется из отеля, оставляя щедрые чаевые на ресепшн, а кроме этого дарит ключи от своего красного Mercedes-AMG парню-парковщику. Дэнни примиряется с Мэри и уезжает на такси. 
Тем временем Тома навещает Фрэнк, который говорит ему, что его отец, несмотря на многие недостатки, хороший человек. Том едет в больницу, чтобы узнать о результатах анализов после курса лечения, где встречает Дэнни. Чтобы подбодрить сына, Дэнни делится своими наблюдениями за поведением врача. Когда тот хотел сообщить неприятные новости, он обращался к Тому «Мистер Доннели», а когда новости были хорошие, называл его просто «Том». На этих словах дверь к кабинет открылась, вошёл доктор и сказал: «Ну что Том, обсудим ваши дела?»

## В ролях
- Аль Пачино — Дэнни Коллинз
- Аннетт Бенинг — Мэри Синклер
- Бобби Каннавале — Том Доннелли
- Дженнифер Гарнер — Саманта Ли Доннелли
- Кристофер Пламмер — Фрэнк Грубман
- Катарина Час — Софи
- Жизель Айзенберг — Хоуп Доннелли
- Мелисса Бенойст — Джейми
- Джош Пек — Ники Эрнст
- Эрик Майкл Рой — молодой Дэнни Коллинз

## Восприятие
Фильм в основном получил положительные отзывы критиков. На сайте Rotten Tomatoes фильм имеет рейтинг 78 % на основе 116 рецензий со средним баллом 6,4 из 10.

## Награды и номинации
- 2016 — номинация на премию «Золотой глобус» за лучшую мужскую роль — комедия или мюзикл (Аль Пачино)